# Florian Asanger
Florian Asanger (* 9. Mai 1878 in Landau an der Isar; † nach 1939) war ein deutscher Lehrer und Autor.

## Leben
Florian Asanger wurde geboren als Sohn des gleichnamigen Kaufmanns und dessen Ehefrau Elisabeth geborene Rosenlochner. Nach dem Besuch des Humanistischen Gymnasiums ging er zum Studium an die Universität München, später wechselte er nach Grenoble und nach Münster i. W. 1911 promovierte Florian Asanger in Münster zum Dr. phil. Das Thema seiner Dissertation lautete Percy Bysshe Shelley's Sprach-Studien. Seine Uebersetzungen aus dem Lateinischen und Griechischen.
Später war er bis zu seiner Pensionierung 1939 als Studienrat in Bochum tätig.

## Mitgliedschaften
Asanger arbeitete an der Literarischen Zeitschrift mit und war Mitglied des Shakespeare-Gesellschaft.

## Veröffentlichungen
- Percy Bysshe Shelley’s Sprachstudien. Seine Übersetzungen aus dem Lateinischen u. Griechischen, Leipzig, 1911.
- (mit Karl d’Ester): Im Faltboot. Ein kleiner Kanu- u. Kajakführer. Ein neuer Weg zu einem gesunden Jugendwandern, Telgte, 1919.
- (mit Karl d’Ester): Um Main und Donau. Ein Heimatbuch, Leipzig, [1920]; 2. Aufl., Leipzig, 1923.
- (mit Karl d’Ester): Deutsch-Österreich. ein Heimatbuch, Leipzig, 1923.